# Blang Balee
Blang Balee is een bestuurslaag in het regentschap Aceh Barat van de provincie Atjeh, Indonesië. Blang Balee telt 131 inwoners (volkstelling 2010).